# ファンキーモンキーベイビーズ5
『ファンキーモンキーベイビーズ5』（ファンキーモンキーベイビーズファイブ）は、FUNKY MONKEY BABYSは5枚目のオリジナルアルバム。2012年12月26日にドリーミュージックから発売された。

## 解説
オリジナルアルバムとしては、『ファンキーモンキーベイビーズ4』より、約1年振りとなる。
初回限定盤と通常盤の2形態での発売となっており、ジャケットがそれぞれ異なる。初回限定盤には本作に収録されたシングルのビデオクリップ等が収録されたDVDが付属されている。
本作の発売前に解散を発表していたため、オリジナルアルバムとしては、本作が最後のアルバムとなった。

## 収録曲

### CD
1. Say! Joy! (4:14)
作詞：FUNKY MONKEY BABYS/作曲：FUNKY MONKEY BABYS・田中隼人/編曲：田中隼人
2. LIFE IS A PARTY (4:30)
作詞：FUNKY MONKEY BABYS 作曲：FUNKY MONKEY BABYS・NAOKI-T 編曲：NAOKI-T
19thシングル
日本テレビ『スッキリ!!』2012年8月度エンディングテーマ
3. 夢で逢えたら ～I'm feelin' you～ (5:44)
作詞：FUNKY MONKEY BABYS/作曲：FUNKY MONKEY BABYS・Shingo Nakamura/編曲：Shingo Nakamura
4. この世界に生まれたわけ (5:55)
作詞：FUNKY MONKEY BABYS 作曲：FUNKY MONKEY BABYS・YANAGIMAN 編曲：YANAGIMAN
18thシングル
フジテレビ系『早海さんと呼ばれる日』主題歌
5. サヨナラじゃない (5:39)
作詞：FUNKY MONKEY BABYS 作曲：FUNKY MONKEY BABYS・NAOKI-T 編曲：NAOKI-T
20thシングル
映画『ボクたちの交換日記』主題歌
6. 幸せを抱きしめよう (5:15)
作詞：FUNKY MONKEY BABYS/作曲：FUNKY MONKEY BABYS・soundbreakers/編曲：soundbreakers
「LIXIL住宅研究所」CMソング
7. 街中でケンカしてるカップルを見かけると大抵女性が怒ってる (4:27)
作詞 / 作曲：FUNKY MONKEY BABYS 編曲：FUNKY MONKEY BABYS・YANAGIMAN/編曲：YAMAGIMAN
20thシングルのカップリング
8. Journey (3:29)
作詞：FUNKY MONKEY BABYS/作曲：FUNKY MONKEY BABYS・Naoki-T/編曲：Naoki-T
9. WE ARE FUNKY MONKEY BABYS (4:30)
作詞：FUNKY MONKEY BABYS/作曲：FUNKY MONKEY BABYS・soundbreakers/編曲：soundbreakers
10. いいんじゃない (5:24)
作詞：FUNKY MONKEY BABYS/作曲：FUNKY MONKEY BABYS・Naoki-T/編曲：Naoki-T
11. 走りだそう (4:08)
作詞：FUNKY MONKEY BABYS/作曲：FUNKY MONKEY BABYS・田中隼人/編曲：田中隼人
フジテレビ「富士山女子駅伝」テーマソング
12. 最後の人 (4:49)
作詞：FUNKY MONKEY BABYS/作曲：FUNKY MONKEY BABYS・YANAGIMAN/編曲：YAMAGIMAN
13. 夏の終わりに (5:41)
作詞：FUNKY MONKEY BABYS 作曲：FUNKY MONKEY BABYS・NAOKI-T 編曲：NAOKI-T
19thシングルのカップリング
14. PSYレントジェラシー (5:29)
作詞・作曲・編曲：八王子ファミリー

| #  | タイトル                                                                               | 作詞 | 作曲・編曲 | 監督               |
| -- | -------------------------------------------------------------------------------------- | ---- | ---------- | ------------------ |
| 1. | 「この世界に生まれたわけ」(主演：松下奈緒)                                             |      |            | 土屋隆俊、三木孝浩 |
| 2. | 「LIFE IS A PARTY」(主演：ビリー・ブランクス)                                          |      |            | Smith              |
| 3. | 「サヨナラじゃない」(主演：内村光良（ウッチャンナンチャン）)                           |      |            | 三木孝浩           |
| 4. | 「「おまえ達との道～in 横浜スタジアム～」2012年9月9日 at 横浜スタジアム ダイジェスト」 |      |            |                    |